# Шекспир, Эдмунд
Эдмунд Шекспир (1580, Стратфорд-на-Эйвоне, Уорикшир, Королевство Англия — 1607, Лондон, Королевство Англия) — английский актёр, младший брат Уильяма Шекспира. Он последовал за Уильямом в Лондон и вступил в одну из театральных трупп. Известно, что у Эдмунда был роман с неизвестной женщиной, которая родила сына Эдуарда, умершего в 1607 году. Сам Эдмунд пережил ребёнка всего на четыре месяца. Его похоронили в соборе Святого Спасителя в Саутуорке под звон большого колокола за 20 шиллингов; считается, что заплатил за погребение брат умершего Уильям.
Эдмунд Шекспир стал героем моноспектакля британского актёра Бена Дири (2012). Название пьесы, «Самый дикий и неестественный», отсылает к фразе, произнесенной персонажем Эдмундом в трагедии Уильяма Шекспира «Король Лир». Кроме того, в научно-фантастическом романе Николь Галланд «Мастер пирушек» (2021) есть персонаж Нед Шекспир.